# 同居
同居（英語：Cohabitation），是指非婚姻关系的伴侣居住在一起的形式。汉语或称为非婚同居。已婚人士与第三者同居，称为姘居。而且对于不存在戀愛或性关系的多人合住一处，即室友，此种情况，汉语多称为“同住”或“同室”。
在不断变化的（特别是婚姻、性别角色和宗教方面的）社会观念引导下，这种形式在西方国家近几十年越来越普遍。它常常涉及长期或永久的浪漫或性亲密关系。

## 定義
同居大部分指的是两个情侶之间的親密關係，兩人之間有著愛情上的連結，大多數也有性关系，兩人之間沒有婚姻關係。可据此分为「有性同居」与「无性同居」。同居者可能是同性，但不一定等同於兩個同性戀者居住在一起；因此同居的族群不限特定性傾向。
一些同居伴侶共同育有小孩，建立家庭，但並沒有結婚，故可說是「無婚姻之名，有婚姻之實」。
近年選擇同居的伴侶增加，有些伴侶在同居一段時間後才會選擇結婚，因此同居成為伴侶間彼此適應與磨合的方式；但也有些伴侶長期維持同居的狀態而沒有結婚。

## 参看
- 分居
- 婚姻
- 室友
- 家庭
- 分开同居